# تیمورخواجه عبدخالق‌اف
تیمورخواجه عبدُخالق‌اف (بهازبکی: Temurkhuja Abdukholiqov) یک بازیکن فوتبال ازبکستانی است که در تیم ملی فوتبال ازبکستان به‌عنوان مهاجم بازی می‌کند.